# Pierre Frankhauser
Pierre Frankhauser, né le 5 octobre 1949, est un géographe français, spécialiste de l'analyse fractale pour l'étude des villes et des systèmes urbains. Il est professeur à l'université de Franche-Comté et ancien membre de l'Institut universitaire de France. Il s'intéresse à l'approche fractale pour l'étude des formes urbaines en géographie, en aménagement et en urbanisme.

## Biographie
Il est professeur d'université depuis 1996 à l'université de Franche-Comté, chercheur au laboratoire ThéMA (Théoriser et modéliser pour aménager) et membre honoraire de l'Institut universitaire de France (2009-2014).
Ses travaux ont contribué à approfondir et à diffuser l'intérêt de l'approche fractale pour l'étude des formes urbaines en géographie, en aménagement et en urbanisme. Après des études de physique théorique et de sciences humaines à l’université de Stuttgart qui le conduisent à soutenir une thèse sur la description de l’évolution des systèmes urbains au moyen de l’équation maîtresse, il oriente ses travaux vers la géographie urbaine. Il soutient une seconde thèse de géographie à l'université Paris 1 sous la direction de Denise Pumain : La Fractalité des structures urbaines et publie dans ce domaine , en aménagement et en urbanisme, à travers l’analyse de l’organisation spatiale des tissus urbains et des réseaux de transport par une lecture transversales à la notion d'échelle, fondée sur une lecture fractale de l'espace géographique. Divers outils informatiques d’analyse ont été développés dans cet objectif, notamment « Fractalyse ».
En 2008, ses travaux sur les  modèles fractals opérationnels d'urbanisation sont récompensés par le prix "Connaissances pour la mobilité", décerné dans le cadre du programme PREDIT (Programme de recherche et d'innovation dans les transports terrestres) par le ministère de l’Écologie et l'Ademe. Cette récompense accompagne notamment le développement du logiciel MUP-City, développé en collaboration avec Cécile Tannier et Gilles Vuidel, qui permet de simuler un développement urbain fractal sous contraintes d'accessibilités aux commerces et aux services, en respectant la contiguïté des espaces bâtis et en favorisant l'émergence de trames vertes.
Il travaille actuellement sur la mise en place de concepts d’aménagement fractals pour le développement durable à l’échelle des grandes agglomérations européennes. Ces travaux tentent de définir des configurations de tissus urbains et périurbains qui optimisent l’accessibilité aux lieux fréquentés par les résidents dans le but de limiter la longueur des déplacements. Dans ce contexte, l’objectif est de concevoir des outils d'aide à la décision publique opérationnels pour simuler et concevoir des scénarios de développement urbain, en particulier le logiciel Fractalopolis. En collaboration avec l'université technique de Vienne, ce logiciel de simulations fractales a fait l'objet d'une application concrète sur les agglomérations de Besançon et de Lyon, de Berlin, et sur l'espace trans-frontalier de Vienne-Bratislava.

## Ouvrages
- La Structure fractale des aires urbaines, Economica, 1994
- La Décision d'habiter ici ou ailleurs, avec Dominique Ansel, Economica,2012